# پیرسون

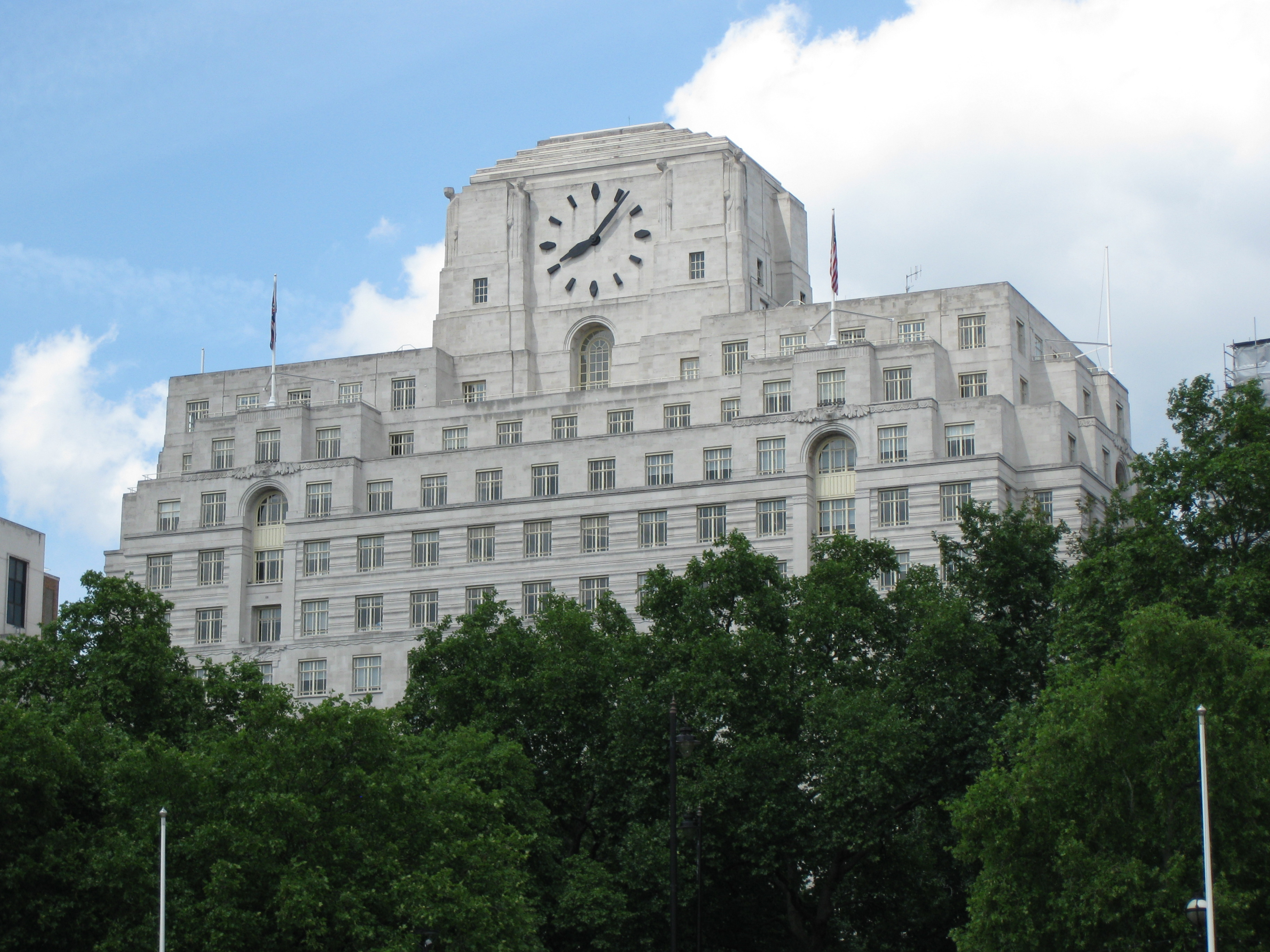
ساختمان شل‌مکس‌اندبی‌پی، محل دفتر مرکزی شرکت پیرسون در شهر لندن

پیرسون (به انگلیسی: Pearson) شرکت رسانه‌های گروهی چندملیتی و بریتانیایی است، که در زمینه انتشارات روزنامه، مجله و کتاب، همچنین مدیریت بر مدارس و ارائه خدمات آموزش و پرورش فعالیت می‌کند.
شرکت پیرسون در سال ۱۸۴۴ توسط ساموئل پیرسون تأسیس شد و هم‌اکنون به‌عنوان بزرگترین شرکت خدمات آموزشی شناخته می‌شود. پیش‌تر با داشتن مالکیت گروه پنگوئن بزرگترین ناشر کتاب در جهان بود ولی هم‌اکنون با فروش آن از حوزه نشر کتاب خارج شده است.
شرکت پیرسون مالک ۱۰۰٪ از مجله فایننشیال تایمز، ۵۰٪ از بی‌اسکای‌بی و ۵۰٪ از گروه اکونومیست می‌باشد. دفتر مرکزی این شرکت در شهر لندن، بریتانیا قرار دارد و بخشی از سهام آن در بازارهای بورس نیویورک و بورس لندن معامله می‌شود.